# Hans Gustav Joachim
Hans Gustav Joachim (* 9. Februar 1917 in Königsberg, Preußen; † 3. Oktober 1989) war ein deutscher Jurist. Er war von 1959 bis 1961 Richter am Bundesarbeitsgericht und von 1962 bis 1979 Präsident des Hessischen Landesarbeitsgerichtes in Frankfurt am Main.

## Leben

### Familie
Hans Gustav Joachim wurde als Sohn von Johannes Gerhard Joachim, und dessen Ehefrau (Anna Maria) Lotte Joachim, geborene Scherwitz, geboren. Sein Vater war leitender Arzt der inneren Abteilung am Krankenhaus der Barmherzigkeit in Königsberg und lehrte dort als außerordentlicher Professor an der Universität.
Joachim war evangelisch und heiratete 1943 die Rendantin Brigitte Ohm, mit der er einen Sohn (gestorben 1945 im Alter von vier Monaten) und zwei Töchter (Annelotte und Ulrike) hatte. Seine Ehefrau starb 1979 nach schwerer Krankheit. 1982 heiratete er die Dolmetscherin Gisela Palka. Joachim lebte zuletzt in Dreieich-Buchschlag.

### Ausbildung und Laufbahn
Hans Gustav Joachim legte mit 17 Jahren 1934 die Reifeprüfung auf dem Gymnasium Friedrichskolleg in Königsberg ab. Anschließend leistete er den Reichsarbeitsdienst ab, danach studierte er in Königsberg, Würzburg und München Rechtswissenschaften.  Während seines Studiums arbeitete er als Volontär beim Daimler-Benz Ostwerk und bei der Deutschen Bank und Diskontgesellschaft. 1939 – also im Alter von 21 Jahren – wurde er in Königsberg mit dem Thema Die europäische Völkergemeinschaft zum Dr. jur.  promoviert.
Seine Referendarausbildung begann er 1938, konnte sie aber erst nach Wehrdienst, Kriegsdienst, Gefangenschaft und Vertreibung aus Ostpreußen 1946 in Schleswig-Holstein fortsetzen. Das Große Staatsexamen bestand er 1948 mit der Prädikatsnote „gut“. Ab 1949 arbeitete er als Anwärter für den höheren Dienst beim Landesarbeitsamt Hessen (Assessor auf Probe). Im Anschluss daran leitete er ab 1950 das Arbeitsamt in Limburg (als Regierungsrat) und später das Arbeitsamt in Hanau (als Oberregierungsrat). Ab 1952 arbeitete er als Richter in der Position des Arbeitsgerichtsdirektors beim Arbeitsgericht Frankfurt. 1954 wechselte er zum Landesarbeitsgericht in Frankfurt am Main, wo er als Stellvertreter des Präsidenten tätig war. Im April 1959 wurde er als Richter an das Bundesarbeitsgericht in Kassel berufen, wo er bis zum Dezember 1961 blieb. Seit Januar 1962 wirkte er als Präsident des Landesarbeitsgerichts in Frankfurt am Main. Im April 1979 ging er auf eigenen Wunsch vorzeitig in den Ruhestand, da seine Ehefrau Brigitte Joachim schwer erkrankt war.
Parallel zu Studium und Berufstätigkeit engagierte er sich vielfach in unterschiedlichsten Bereichen. Als Student gehörte er der „Überkorporativen Arbeitsgemeinschaft“ (ÜKA) an, die er später auch leitete. Sie befand sich in scharfem Gegensatz zum NSD-Studentenbund und zeichnete sich durch zahlreiche Aktionen gegen den NSDStB aus. Während seines Referendardienstes gründete er den „Juristischen Referendarverein Schleswig Holstein“, der als kleine Gewerkschaft fungierte und sich um soziale Belange der Referendarinnen und Referendare kümmerte. Des Weiteren gehörte Joachim dem Deutschen Arbeitsgerichtsverband als Ehrenmitglied an. Ab 1962 lehrte er beim Seminar für Arbeits- und Sozialrecht und an der Europäischen Akademie der Arbeit in der Universität Frankfurt am Main. Von 1963 bis 1977 war er zudem Richter des Staatsgerichtshofs des Landes Hessen. Seit 1963 gehörte er dem Bundesvorstand der sozialistischen Hochschulgemeinschaft an. Joachim setzte sich für eine qualifizierte Ausbildung junger Juristen ein. Deshalb gründete er die „Frankfurter Klausuren“, einen Fernlehrgang zum Selbststudium für Studierende und Referendare, in welchem diese durch juristische Problemfelder geführt wurden, sich selbst bei der Lösung erproben und diese schließlich mit Musterlösungen vergleichen konnten.
Des Weiteren hat Joachim „in einer Vielzahl von Beiträgen in der Fachliteratur zu gewichtigen arbeitsrechtlichen Fragen Stellung genommen […] Dabei standen die Probleme der Arbeitsgerichtsbarkeit […] im Vordergrund.“

### Zeit des Nationalsozialismus
Um die Anerkennung seiner Dissertation zu erreichen, wurde Joachim nahegelegt, in die Partei einzutreten. Joachim beantragte am 10. Juni 1937 die Aufnahme in die NSDAP und wurde rückwirkend zum 1. Mai desselben Jahres aufgenommen (Mitgliedsnummer 5.285.442). Nach Erhalt seines Doktorbriefs am 7. September 1939 ließ er die Mitgliedschaft in der NSDAP ab dem 31. Oktober 1938 ruhen. Im Jahr 1978 brachte das Nachrichtenmagazin Der Spiegel die in Joachims Dissertation von 1939 niedergeschriebenen nationalsozialistischen Auffassungen des Juristen an die Öffentlichkeit. Ein Auszug:

„Wo dieser größte biologisch nachweisbare Rassenkreis endet, dort endet auch die Möglichkeit einer Gemeinschaft. Das trifft genau so wie für Neger auch für Juden zu. Und wer aus Gründen seiner Rasse nicht von der deutschen Volksgemeinschaft erfaßt wird, gehört auch nicht zur Gemeinschaft der Völker. Diese ‚Gemeinschaftsfreien‘ sind notwendigerweise Fremdkörper, die, wie jeder gesunde Organismus das Bestreben und die Kraft hat, Fremdkörper auszuscheiden und abzustoßen, auch aus der Gemeinschaft der Völker auszustoßen sind und ausgestoßen werden.“

Zudem zitierte er Adolf Hitler und Alfred Rosenberg in der Dissertation. In Folge der Enthüllung wurden die Forderungen lauter, von seinem damaligen Amt als Landesarbeitsgerichtspräsident zurückzutreten. Daraufhin sagte er 1978, er habe „die pazifistische Grundhaltung“ seiner Doktorarbeit „durch einige NS-Zitate zu kaschieren“ versucht. Er bezeichnete sich selbst als „Gegner des NS-Regimes“.

### Kommunalpolitisches Engagement
Im Jahr 1946 trat er in die SPD ein. Motiv für seinen Parteieintritt war der Ärger „über eine Besitzbürgerschicht, die sich abkapselte, die einfach die Welt, so wie sie ist, nicht wahrnehmen wollte. Die vom Leid um sich her keine Kenntnis nehmen wollte und nicht begriffen hatte, dass sich die Welt verändert hat.“ In Hanau begann Joachim mit seiner kommunalpolitischen Tätigkeit als Stadtverordneter, 1949 wurde er Fraktionsvorsitzender. Später arbeitete er beim rechtspolitischen Ausschuss der Partei mit. 1972 bis 1976 war er Gemeindevertreter in Buchschlag. Nachdem Buchschlag durch die Gebietsreform mit Dreieich zusammengeschlossen worden war, war er von 1977 bis 1981 Stadtverordneter in Dreieich. Als Vorsitzender der SPD in Dreieich-Buchschlag gehörte er dem Ortsbeirat bis zu seinem Tod an.

### Wirken im Nachkriegsdeutschland
Die „Entnazifizierung“ während der Nachkriegszeit in Deutschland diente der Entfernung belasteter Personen aus ihren Ämtern, deren Bestrafung und der Pflicht zur Wiedergutmachung. Innerhalb der Gerichtsbarkeit wurde in den 1960er Jahren am intensivsten und kritischsten über den Zustand und die Veränderungsbedürftigkeit der westdeutschen Justiz debattiert. „In Reaktion auf eine erhebliche mediale Kritik an der Justiz – nicht zuletzt wegen ihrer NS-Belastung – und eine ganze Reihe von Justizskandalen mehrten sich vor allem in der zweiten Hälfte der 1960er Jahre Stimmen in der Richterschaft selbst, die nach demokratisierenden Veränderungen riefen.“ In den Jahren 1967/68 fanden sich Studierende in Arbeitskreisen zusammen, die die herrschenden Rechtswissenschaften kritisch analysierten. Ausgangspunkt war der studentische Unmut über einen juristischen Wissenschaftsbetrieb, der sich beharrlich weigerte, seine nationalsozialistische Geschichte und Gründe, die dazu geführt hatten, aufzuarbeiten.
Der Referendar Jan Gehlsen sprach Hans G. Joachim und Fritz Bauer mit dem Anliegen an, eine juristische Fachzeitschrift zu gründen, die es sich zur Aufgabe machen sollte, „publizistisches Engagement für Demokratie, Rechtsstaat und den Schutz von Minderheiten jenseits der Bindung an eine politische Partei oder eine andere Organisation“ zu verbinden. Joachim leitete die Gründungssitzung dieser Zeitung, die später unter dem Namen „Kritische Justiz“ zu einem bedeutenden rechtspolitischen und rechtswissenschaftlichen Diskussionsforum wurde. Zu dieser Gründungssitzung waren namhafte Persönlichkeiten wie Wolfgang Abendroth, Fritz Bauer, Tobias Brocher, Olaf Radtke, Oskar Negt u. a. eingeladen.
Joachim Perels betont, dass „Hans G. Joachim - neben unseren damaligen ‚Kirchenvätern‘ F. Neumann, O. Kirchheimer, W. Abendroth u. a. – den wichtigen Verbindungspunkt zwischen wenigen Repräsentanten einer älteren Generation, die den Nationalsozialismus selbstkritisch aufgearbeitet hatten“ bildete. Weiter heißt es mit Bezug auf Joachim: „Erst dann, wenn die Richter kritisch werden gegenüber dem Establishment, kritisch gegenüber allen hierarchisch versteinerten Gebilden, kritisch gegenüber allen oligarchischen Tendenzen, selbstkritisch gegenüber ihrer eigenen Ausbildung, die sie sich in Schulen und Hochschulen ohne demokratische Substanz und in einem Vorbereitungsdienst erworben haben, der darauf angelegt war, ihre Eigenverantwortlichkeit zu zerbrechen, selbstkritisch gegenüber einem Fachwissen ohne soziale Bezüge, erst dann und nur dann wird die rechtssprechende Gewalt zum Stauwehr in trüben Kanalbett der Zukunft der Zeit.“ Zur Rolle des Richters im Staat zitiert Perels: „H. G. Joachim fordert die ‚Staatsunabhängigkeit des Richters‘ und das heißt, dass seine Aufgabe darin besteht ‚die Verfassungsmäßigkeit der gesetzgebenden Gewalt zu kontrollieren, die Freiheitsrechte der Bürger durchzusetzen, die Rechtmäßigkeit der vollziehenden Gewalt im Streitfall zu überprüfen, die fortschreitende Durchdringung des gesellschaftlichen Lebens durch die Staatsgewalt so zu begrenzen, dass die Würde des Menschen gewahrt und die freie Entfaltung der Persönlichkeit gewährleistet bleiben, und Interessenkonflikte in fast allen Bereichen des gesellschaftlichen Lebens im Sinne der sozialen Gerechtigkeit zu entscheiden.‘“

### Aufarbeitung
Im April 1978 veröffentlichte Der Spiegel Auszüge aus Joachims Dissertation, die er 21-jährig im Jahr 1939 eingereicht hatte. Unter Hinweis auf das weiter oben wiedergegebene Zitat aus der Dissertation stellte der Spiegel die Frage, ob Joachim überhaupt „Aktiver NS-Gegner?“ sei und mutmaßte, ob Hessens Sozialminister Armin Clauss sich „womöglich von einem seiner höchsten Beamten trennen“ müsse. Es folgte eine öffentliche Auseinandersetzung, in welcher Vorwürfe gegen Joachim geäußert wurden. Dem war vorausgegangen, dass Niedersachsens Justizminister Hans Puvogel (CDU) wegen nationalsozialistisch-rassenideologischer Inhalte in seiner Dissertation im März 1978 zurücktreten musste.

Joachim distanzierte sich in einer öffentlichen Stellungnahme gegenüber dem Bezirksvorstand der SPD von seiner Doktorarbeit:
„Ich kann euch versichern, dass ich den Inhalt der Doktorarbeit, so wie er sich darstellt, tief bedaure und mich von den rassistischen Äußerungen klar distanziere. Ich habe als damals junger Mann – ich war 21 Jahre – zum Teil die Tragweite meiner Gedanken nicht übersehen, zum Teil mich dem Druck beziehungsweise den Ratschlägen meiner akademischen Lehrer gebeugt. Ich habe … dem Nationalsozialismus nicht angehangen, […] sondern mich im Gegenteil auch aktiv gegen den Nationalsozialismus engagiert. Dies hat unter anderem dazu geführt, dass ich für sieben Tage in Gestapo-Haft genommen und scharfen Verhören unterzogen wurde. […] Ich habe nach dem Krieg aus den Erfahrungen der Schreckensherrschaft versucht, aktiv am Aufbau eines demokratischen Staates mitzuwirken und dies in meiner beruflichen Arbeit wohl auch unter Beweis gestellt. Ich bitte euch, die theoretischen Äußerungen eines 21-jährigen […] nicht zum ausschließlichen Maßstab für die Beurteilung meiner Person und meiner beruflichen Arbeit zu machen.“ 
Der Bezirksvorstand der SPD gestand Joachim „die Möglichkeit auf einen politischen Irrtum“ zu. Ministerpräsident Holger Börner und Sozialminister Armin Clauss stellten sich aus beamtenrechtlichen Gründen hinter Joachim und hielten ihm zugute, dass er seine Doktorarbeit bei seiner Einstellung in den Staatsdienst nicht verschwiegen habe.
Im Jahr 2020 – mehr als dreißig Jahre nach seinem Tod – geriet Joachim erneut ins öffentliche Zwielicht. Der MDR veröffentlichte 2020 in der Reihe MDR Investigativ eine Dokumentation mit dem Titel Nazi-Richter am Bundesarbeitsgericht. Hier wird auf Forschungen Bezug genommen, die Martin Borowsky, Richter am Landgericht Erfurt, zum Bundesarbeitsgericht seit 2019 vorgenommen hat und bei der er deutsche und ausländische Aktenbestände auswertete. Ausgangspunkt seiner Untersuchung ist die Fragestellung, inwieweit Richter nach 1945 trotz schwerer NS-Belastung am Bundesarbeitsgericht tätig waren bzw. inwieweit diesen trotz schwerer Schuld eine Karriere ermöglicht wurde. In dieser wird auch die Verstrickung in die Nazi-Diktatur von Joachim thematisiert. Borowsky veröffentlichte im Dezember 2021 erstmals zur NS-Belastung des Bundesarbeitsgerichts und führte betreffend der 25 untersuchten Personen zu Joachim beispielhaft aus, dass dieser eine „Dissertation im Geiste des eliminatorischen Antisemitismus verfasst“ habe und führt in seiner Schlussfolgerung aus, dass er zu den erheblich bis schwer belasteten gehöre. Dabei bezieht er sich ausschließlich auf die antirassistischen Sätze in Joachims Doktorarbeit und ordnet Joachim der Gruppe der schwer belasteten Richter zu, die z. B. im Falle von Willy Martel Todesurteile an Sondergerichten zu verantworten haben. Borowsky führt weiter aus, dass es drei Ausnahmen gegeben habe, bei denen die Vergangenheit später bekannt wurde. Zwei Bundesrichter gingen daraufhin bei vollen Bezügen in den vorzeitigen Ruhestand, Joachim war zum Zeitpunkt als die Thematik durch den „Spiegel und andere Presseorgane [...] skandalisiert“ wurde nicht mehr am Bundesarbeitsgericht tätig, sondern Präsident des Hessischen Landesarbeitsgerichts, wodurch der Skandal das Bundesarbeitsgericht nicht mehr erreichte.

### Nachrufe
Mit Bezug auf die Pressekampagne Ende der 70er Jahre schreibt Perels: „Wie dem auch sei: H. G. Joachim war unser Bündnispartner, ein seltener Repräsentant der Justiz – für uns, die wir nun auf vielen Feldern mit den Folgewirkungen der aufgearbeiteten Vergangenheit fertig zu werden versuchen. Ein Element dieses Prozesses sollte die gerade gegründete Kritische Justiz sein. Ohne gewichtige Unterstützer in den Justizinstitutionen wäre unser Projekt chancenlos gewesen.“ Weiter führt Perels aus: „H. G. Joachim hat mit dazu beigetragen, dass das juristische Reformprogramm von 1968/69 in vielen Bereichen Wurzeln geschlagen hat. Ohne Hans G. Joachim wäre die KJ nicht so schnell und zeitgemäß entstanden.“
Bernhard Kraushaar würdigt in der Zeitschrift Arbeit und Recht Joachims „Vielzahl von Beiträgen in der Fachliteratur zu gewichtigen arbeitsrechtlichen Fragen.“ Er habe sich „um das Arbeitsrecht und insbesondere um die Arbeitsgerichtsbarkeit verdient gemacht.“
O. E. Kempen beschreibt Joachim als einen unerschütterlich wirkenden Mann, dem auch schwere Schicksalsschläge wie der Tod seiner ersten Frau und das schwere Leiden seiner zweiten Frau nichts anhaben zu können schienen. Weiter führt er aus: „Hans G. Joachim war für die Akademie und insbesondere für das Seminar für Arbeits- und Sozialrecht eine wirkliche Institution. Generationen von Rechtssekretärinnen und Rechtssekretären haben seit 1962 bei ihm die Grundgedanken der zivilrechtlichen Dogmatik gelernt und von seiner unerbittlichen geistigen Strenge, seinem unerschöpflichen Humor und von seiner unermüdlichen pädagogischen Leidenschaft profitiert.“ Kempen bezieht sich auf die Anschuldigungen in der Presse gegen Joachim und führt dazu aus: „Wie immer man zu jenen umstrittenen früheren Äußerungen stehen mag – Dr. Joachim hat sie durch ein vorbildliches Leben als Richter, Lehrer, Wissenschaftler sowie nicht zuletzt als Kommunalpolitiker vielfach wieder gutgemacht. Sein nicht nachlassendes Engagement für das Arbeitsrecht als soziales Schutzrecht und als Ausgleich in einer Welt voll sozialer Probleme machten ihn zu einer der bedeutendsten Persönlichkeiten der neueren deutschen Arbeitsgerichtsbarkeit. Wir werden ihm deshalb auch als Freund unserer Akademie und als eigentlich unersetzlichen Dozenten unseres Seminars für Arbeits- und Sozialrecht stets ein dankbar ehrendes Andenken bewahren.“
Der Dreieich-Spiegel verabschiedete sich von Joachim: „Dr. Hans Joachim war ein vielseitiger, hochgebildeter Mann, dessen menschliche Wärme und Fröhlichkeit ihm auch bei politischen Gegnern Freunde schuf.“

### Veröffentlichungen (Auswahl)
- Die juristischen Fächer im Diplom-Examen. Studienanleitung für Volks-, Betriebswirte und Handelslehrer. 1961; Verlag Franz Vahlen, Berlin / Frankfurt am Main 1966, ECONIS – Online-Katalog der ZBW.
- Erziehung zum Arbeitsrecht. In: Recht und Politik. (Berlin) 1966, Heft 1, S. 4.
- Kritik und Selbstkritik der Richter. In: Kritische Justiz. (Baden-Baden) 1968, Heft 1, S. 22 ff.
- Der Immobilien-Computer. In: Der Betriebsberater. 24. Jahrgang, 1969, Heft 16, S. 690–692.
- Gerichtsbarkeit in Haushaltsfesseln. In: Rudolph Wassermann, Aktionskomitee Justizreform (Hrsg.): Justizreform. Neuwied/Berlin 1970, S. 68–80.
- mit Lothar Ostheimer und Dietrich Wiegand: Der ehrenamtlicher Richter beim Arbeits- und Sozialgericht. 7. Auflage. Rudolf-Haufe-Verlag, Freiburg 1971, ISBN 978-3-448-02369-5.
- Justizreform, Verfahrensreform und Arbeitsgerichtsbarkeit. In: Der Betrieb. 22. Jahrgang, 1972, S. 1067–1072.
- Ist der Grundsatz der Verhältnismäßigkeit ein geeignetes Kriterium für die rechtliche Erfassung des Phänomens „Arbeitskampf“? In: Arbeit und Recht. 1973, Heft 10, S. 289 ff.
- Gedanken zur Reform des Arbeitsgerichtsgesetzes. In: Arbeit und Recht. 1977, Heft 10, S. 307 ff.
- mit Gerhard Etzel: Betriebsverfassungsgesetz von A bis Z. Verlag Luchterhand, Neuwied 1978, ISBN 978-3-472-15002-2.
- Die vertragliche Aufhebung des Arbeitsverhältnisses. Broschüre, hrsg. von Fachmedien Recht und Wirtschaft, Deutscher Fachverlag, Heidelberg 1982, ISBN 978-3-8005-6425-5.
- Die Rechtsprechung des BAG zum Betriebsverfassungsgesetz. Einige Schwerpunkte. In: Arbeit und Recht. 1982, S. 12–19.

## Belege
1. ↑  JOACHIM, Gerhard, Dr. med. in: Wer ist's, Band X (1935), S. 761.
2. ↑  Ancestry.com Landesarchiv, Berlin, Standesamt Königsberg i. Pr. I, Heiratsurkunden, Urkunde Nr. 245 vom 11. April 1916, Heirat des Professor Doktor der Medizin, Stabsarzt der Reserve, Johannes Gerhard Joachim (geboren am 11. Juni 1880 in Ludwigswald, Kreis Königsberg) mit der Anna Maria Lotte Scherwitz (geboren am 23. September 1896 in Königsberg), auf ancestry.com, abgerufen am 5. Januar 2024.
3. ↑  Hans Obermann: Ein Leben für Recht und Gesetz. In: Sprendlinger Stadtanzeiger. Nr. 101, 14. Dezember 1976, S. 5.
4. 1 2 3  Joachim, Hans G. In: Schmidt-Römhild (Hrsg.): Wer ist wer? XXVII (1988/89). Lübeck 1988, ISBN 3-7950-2008-5, S. 637.
5. 1 2  Joachim, Hans G. in: Wer ist wer?, Band XVII (1971/73), S. 600 ISSN 0172-911X
6. ↑  Dr. Hans G. Joachim. * 9.2.1917 – † 3.10.1989 (Nachruf) Otto Ernst Kempen, in: Mitteilungen. Neue Folge 40, Hrsg. Akademie der Arbeit in der Universität Frankfurt am Main, Frankfurt am Main 1990, S. 1 f (Anm.: nach der Quelle trat er “1970” auf eigenen Wunsch in den vorzeitigen Ruhestand) digital
7. ↑  Hans Obermann: Ein Leben für Recht und Gesetz. In: Sprendlinger Stadtanzeiger. Nr. 101, 1976, S. 5.
8. 1 2 3  Bernhard Kraushaar: Hans G. Joachim †. In: Arbeit und Recht, Zeitschrift für Arbeitsrechtspraxis. Nr. 11, 1989, S. 343.
9. ↑  Bundesarchiv R 9361-IX KARTEI/18321484
10. 1 2  Land Hessen: Hessisches Hauptstaatsarchiv Wiesbaden. Band 520/11, Nr. 62023. Wiesbaden.
11. ↑  Martin Borowsky: Die NS-Belastung des Bundesarbeitsgerichts – vorläufige Bilanz zur personellen Kontinuität. (PDF) In: www.nomos-elibrary.de. Kritische Justiz 2022, S. 404, abgerufen am 3. August 2023.
12. ↑  Joachim Perels: Zum Gedenken an Hans G. Joachim 1917-1989. (PDF) In: www.nomos-elibrary.de. Kritische Justiz 1989, S. 482, abgerufen am 3. August 2023.
13. ↑  Aktiver NS-Gegner? Spiegel, 30. April 1979, abgerufen am 3. August 2023.
14. ↑  Bernhard Kraushaar: Hans G. Joachim †. In: Arbeit und Recht, Zeitschrift für Arbeitsrechtspraxis. Nr. 11, 1989, S. 343.
15. ↑  Trauer um Dr. Hans Joachim, Buchschlager SPD-Politiker und Jurist 72-jährig gestorben. In: Dreieich-Spiegel. 7. Oktober 1989.
16. ↑  Jörg Requate: Am Runden Tisch zu Wahrheit und Recht. In: Katharina Rauschenberger, Sybille Steinbacher (Hrsg.): Fritz Bauer und die "Achtundsechzig", Positionen zu den Umbrüchen in Justiz, Politik und Gesellschaft. 1. Auflage. Studien zur Geschichte und Wirkung des Holocaust, Nr. 3. Wallstein Verlag, Göttingen 2020, ISBN 978-3-8353-3845-6, S. 83.
17. ↑  Rainer Erd: Zur Gründungsgeschichte der KJ. In: Tanja Hitzel-Cassagnes, Felix Hanschmann (Hrsg.): Kritische Justiz. Nr. 1. Nomos Verlagsgesellschaft, Baden-Baden 1999, S. 105.
18. ↑  Rainer Erd: Zur Gründungsgeschichte der KJ. In: Tanja Hitzel-Cassagnes (Hrsg.): Kritische Justiz. Nr. 1. Nomos Verlagsgesellschaft, Baden-Baden 1999, S. 106.
19. 1 2 3 4  Joachim Perels: Zum Gedenken an Hans G. Joachim, 1917 - 1989. In: Tanja Hitzel-Cassagnes, Felix Hanschmann (Hrsg.): Kritische Justiz. Nr. 4. Nomos Verlagsgesellschaft, Baden-Baden 1989, S. 482 f.
20. ↑  Aktiver NS-Gegner? In: Der Spiegel. 30. April 1978, abgerufen am 11. März 2024.
21. ↑  Ich bedaure den Inhalt tief. In: Frankfurter Rundschau. 9. Mai 1976.
22. 1 2  SPD beriet "Fall Joachim". In: Neue Presse. 6. Mai 1978.
23. ↑  Nazi-Richter am Bundesarbeitsgericht | Doku, auf youtube.com
24. ↑  Ahnengalerie mit falschem Glanz. Jüdische Allgemeine, 28. Januar 2021, abgerufen am 3. August 2023.
25. ↑  Martin Borowsky: Die NS-Belastung des Bundesarbeitsgerichts - vorläufige Bilanz zur personellen Kontinuität. In: Tanja Hitzel-Cassagnes (Hrsg.): Kritische Justiz. Band 55, Nr. 4. Nomos, Hannover 2022, S. 404.
26. ↑  Martin Borowsky: „Mit Stolz kann man auch auf die erste arbeitsgerichtliche Nachkriegsgeneration zurückblicken.“ Überlegungen zur „Ahnengalerie“ im Bundesarbeitsgericht in: Betrifft: JUSTIZ Nr. 148, Dezember 2021 digital, abgerufen am 7. Januar 2024
27. ↑  Joachim Perels: Zum Gedenken an Hans G. Joachim, 1917 - 1989. In: Tanja Hitzel-Cassagnes, Felix Hanschmann (Hrsg.): Kritische Justiz. Nr. 4. Nomos Verlagsgesellschaft, Baden-Baden 1989, S. 482 f.
28. 1 2  O. E. Kempen: Dr. jur. Hans G. Joachim †. In: Akademie der Arbeit in der Universität Frankfurt am Main, Mitteilungen. Nr. 40, 1990, S. 1/2.
29. ↑  Trauer um Dr. Hans Joachim, Buchschlager SPD-Politiker und Jurist 72-jährig gestorben. In: Dreieich-Spiegel. Dreieich 7. Oktober 1989.

| Personendaten    | Personendaten                                                                                     |
| ---------------- | ------------------------------------------------------------------------------------------------- |
| NAME             | Joachim, Hans Gustav                                                                              |
| ALTERNATIVNAMEN  | Joachim, Hans G.                                                                                  |
| KURZBESCHREIBUNG | deutscher Jurist, Richter am Bundesarbeitsgericht, Präsident des Hessischen Landesarbeitsgerichts |
| GEBURTSDATUM     | 9. Februar 1917                                                                                   |
| GEBURTSORT       | Königsberg, Preußen                                                                               |
| STERBEDATUM      | 3. Oktober 1989                                                                                   |